# 奥尔布河畔科隆比耶尔
奧爾布河畔科隆比耶尔（法語：Colombières-sur-Orb，法語發音：[kɔlɔ̃bjɛʁ syʁ ɔʁb]）是法国埃罗省的一个市镇，属于贝济耶区。

## 地理
奥尔布河畔科隆比耶尔（43°34'49"N, 3°0'37"E）面积8.11 平方千米，位于法国奧克西塔尼大區埃罗省，该省份为法国南部沿海省份，南濒地中海，西南接奥德省，西北接塔恩省和阿韦龙省，东北与加尔省接壤。
与奥尔布河畔科隆比耶尔接壤的市镇（或旧市镇、城区）包括：莱赛尔、孔布、蒙斯、奥尔布河畔勒普若勒、罗西、圣马丹德拉尔松。

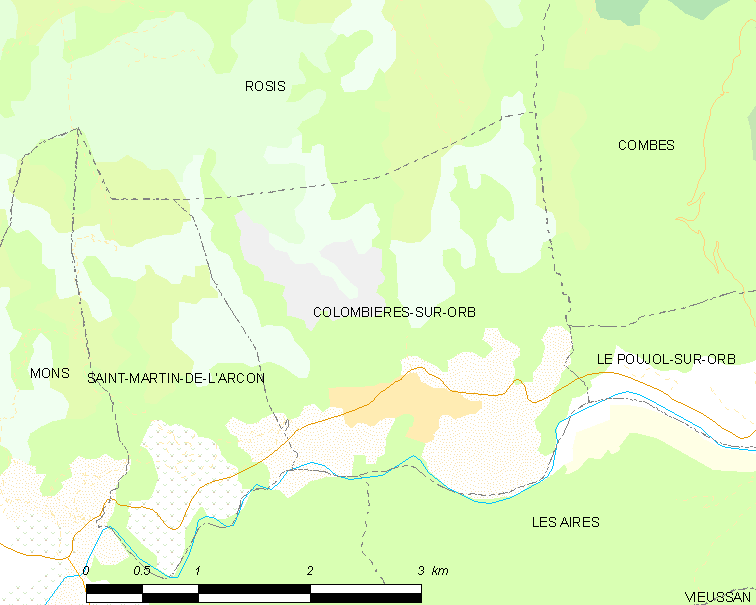
奥尔布河畔科隆比耶尔的OSM定位图

奥尔布河畔科隆比耶尔的时区为UTC+01:00、UTC+02:00（夏令时）。

## 行政
奥尔布河畔科隆比耶尔的邮政编码为34390，INSEE市镇编码为34080。

## 政治
奥尔布河畔科隆比耶尔所属的省级选区为圣庞斯德托米耶尔县。

## 人口

1962-2008年间奥尔布河畔科隆比耶尔人口变化图示

奥尔布河畔科隆比耶尔于2022年1月1日时的人口数量为494人。